# Fanny Márquez Cordero
Fanny Beatriz Márquez Cordero  (5 de febrero de 1969) es una abogada y jueza venezolana. Actualmente se desempeña como magistrada de la Sala Electoral del Tribunal Supremo de Justicia de Venezuela.

## Carrera
Según la Gaceta Oficial del 14 de agosto de 2003, Márquez trabajó en la consultoría jurídica de la Comisión Nacional de Telecomunicaciones (Conatel). En 2008, luego de la destitución de alrededor de veinte intendentes del Servicio Nacional Integrado de Administración Aduanera y Tributaria (SENIAT), empezó a desempeñarse en el órgano tributario como intendente nacional. Márquez también fue nombrada por el presidente Nicolás Maduro como vicepresidente del Centro Nacional de Comercio Exterior (Cencoex) el 4 de enero de 2015.
El 23 de diciembre de 2015 fue designada por la Asamblea Nacional de mayoría oficialista como magistrada de la Sala Electoral del Tribunal Supremo de Justicia de Venezuela.

## Sanciones
Madriz fue sancionada el 30 de mayo de 2018 por el gobierno de Canadá, después de las elecciones presidenciales en Venezuela ese mes, al incluirla en la lista de funcionarios "responsables, o cómplices, de graves violaciones" a los derechos humanos, "actos importantes de corrupción o ambas cosas".